# Gaidropsarus vulgaris
La motella maculata (Gaidropsarus vulgaris) è un pesce di mare della famiglia Lotidae dell'ordine Gadiformes.

## Distribuzione ed habitat
Il suo areale comprende l'Oceano Atlantico nordorientale tra lo stretto di Gibilterra e la Norvegia ed il mar Mediterraneo. Nei mari italiani è meno comune della motella comune ma comunque presente in tutti i mari.

L'habitat differisce da quello della congenere, infatti, anche se si può talvolta trovare in acque basse tra gli scogli, questo pesce frequenta fondali profondi fino a 100 metri, su sabbia o ciottoli. Presso le coste sta soprattutto dove gli scogli sono ricchi di alghe.

## Descrizione
L'aspetto generale del corpo è simile a quello della motella, corpo allungato, tre barbigli, uno sul mento e due sulle narici, pinne anale e seconda dorsale lunghe, eccetera. Si distingue per avere le pinne pettorali con più di 20 raggi e soprattutto per il colore, che è bruno chiaro, biancastro o ruggine con delle macchie brune o rossastre, talvolta con centro più chiaro, contrastanti con lo sfondo chiaro. Spesso la testa ed il dorso sono uniformemente scuri.

La lunghezza può superare i 50 cm.

## Riproduzione
Avviene durante i mesi caldi.

## Alimentazione
Predatore, cattura pesci e crostacei.

## Biologia
Si tratta di una specie notturna.

## Pesca
Si cattura talvolta con palamiti o con reti a strascico. Le carni sono buone, simili a quelle degli altri gadiformi più pregiati, come il nasello.